# Kris Boeckmans
Kris Boeckmans (Malle, Anvers, 13 de febrer de 1987) és un ciclista belga, professional des del 2010 fins al 2020.
En el seu palmarès destaca el Campionat d'Europa en ruta sub-23 del 2009 i una etapa dels Tres dies de Flandes Occidental del 2010.
El 2015 va patir una caiguda molt greu durant la disputa de la Volta a Espanya en què va estar diferents dies en coma induït.

## Palmarès
- 2008
  - Vencedor d'una etapa del Tour de Berlín
  - Vencedor d'una etapa de la Volta a Navarra
- 2009
  -  Campió d'Europa en ruta sub-23
  - 1r al Triptyque des Monts et Châteaux i vencedor d'una etapa
  - 1r a la Copa Sels
  - Vencedor d'una etapa de la Volta a Navarra
- 2010
  - Vencedor d'una etapa dels Tres dies de Flandes Occidental
  - Vencedor d'una etapa de la Ster Elektrotoer
- 2015
  - 1r a Le Samyn
  - 1r a la Nokere Koerse
  - 1r al Tour de Picardia i vencedor de 2 etapes
  - 1r a la World Ports Classic i vencedor d'una etapa
  - 1r a la Gullegem Koerse
  - Vencedor d'una etapa de l'Étoile de Bessèges

### Resultats al Tour de França
- 2012. 115è de la classificació general
- 2013. Abandona (19a etapa)

### Resultats a la Volta a Espanya
- 2015. Abandona (8a etapa)